# 겐나디 벤게로브
겐나디 벤게로브(Gennadi Vengerov, 1959년 8월 27일 ~ 2015년 4월 22일)는 소련의 배우이다.  

## 출연 작품

### 영화
- 솔저 오브 포춘 (2012년)
- 테오 (2011년)
- 삼총사 3D (2011년)
- 인해비티드 아일랜드 2: 최후의 전투 (2009년)
- 씨울프 (2008년)
- 레볼루션 아일랜드 (2008년)
- 어둠 속의 천사들 (2004년)
- 에너미 앳 더 게이트 (2001년) - 러시아 NCO 역
- 아나토미 (2000년)
- 라이팅 온 더 월 (1996년)